# Koszt transakcyjny
Koszty transakcyjne (ang. transaction cost) – koszty koordynacji działalności przedsiębiorstwa wynikające ze współdziałania wielu podmiotów gospodarczych na rynku. Według innej definicji wszystkie koszty ponoszone przez strony w procesie zawierania transakcji poza samą ceną zakupu (sprzedaży).

## Opis
Pojęcie zostało wprowadzone przez Ronalda Coase, a rozwinięte przez Olivera Williamsona w teorii kosztów transakcyjnych.
Koszty te można podzielić na następujące grupy:
- koszty gromadzenia informacji o rynku – badanie rynku, poszukiwanie ofert, analiza popytu i podaży itp.,
- koszty zarządzania i zawierania kontraktów – koszty negocjacji, koszty proceduralne, koszty tworzenia rezerw,
- koszty kontroli – koszty monitorowania i realizacji kontraktów, straty wynikające z nieudanych transakcji i zmarnowanych szans.

Koszty transakcyjne przeciwstawia się kosztom koordynacji działalności za pomocą hierarchii. Przedsiębiorstwo ma sens wtedy, kiedy w ramach swojej struktury potrafi taniej koordynować działalność, niż gdyby transakcje odbywały się bezpośrednio na rynku.
Ograniczenie kosztów transakcyjnych sprawiłoby, że mechanizm cenowy działałby efektywniej.